# 胡安胡伊區
7°10′49″S 76°43′35″W / 7.1802°S 76.7265°W
胡安胡伊區（西班牙語：Distrito de Juanjuí），是秘魯的一個區，位於該國中北部聖馬丁大區的卡塞雷斯元帥省，始建於1866年2月7日，面積335.2平方公里，海拔高度283米，2005年人口26,126，人口密度每平方公里78人。